# Li Hongli
Li Hongli (chiń. 李宏利; pinyin Lǐ Hónglì; ur. 26 grudnia 1980 w Ningyuan) – chiński sztangista wicemistrz olimpijski, i czterokrotny medalista mistrzostw świata.

## Kariera
Pierwszy sukces w karierze osiągnął w 2003 roku, kiedy podczas mistrzostw świata w Vancouver zdobył brązowy medal w wadze średniej. W zawodach tych wyprzedzili go jedynie Irańczyk Mohammad Ali Falahatineżad oraz Turek Reyhan Arabacıoğlu. Na rozgrywanych dwa lata później mistrzostwach świata w Dosze zdobył złoty medal z wynikiem 361 kg w dwuboju. Następnie zajął drugie miejsce na mistrzostwach świata w Santo Domingo w 2006 roku, gdzie przegrał z Turkiem Tanerem Sağırem i trzecie podczas mistrzostw świata w Chiang Mai rok później, plasując się za Bułgarem Iwanem Stojcowem i Geworkiem Dawtianem z Armenii. W 2008 roku wystartował na igrzyskach olimpijskich w Pekinie, zdobywając srebrny medal. Rozdzielił tam na podium Sa Jae-hyouka z Korei Południowej (z którym przegrał masą ciała) i Geworka Dawtiana. Ponadto zdobył złoty medal w wadze średniej na igrzyskach azjatyckich w Dosze w 2006 roku.

## Osiągnięcia
| Rok  | Zawody               | Miasto        | Miejsce | Kategoria | Wynik    |
| ---- | -------------------- | ------------- | ------- | --------- | -------- |
| 2003 | Mistrzostwa świata   | Vancouver     | 3       | do 77 kg  | 352,5 kg |
| 2005 | Mistrzostwa świata   | Doha          | 1       | do 77 kg  | 361 kg   |
| 2006 | Mistrzostwa świata   | Santo Domingo | 2       | do 77 kg  | 359 kg   |
| 2007 | Mistrzostwa świata   | Chiang Mai    | 3       | do 77 kg  | 361 kg   |
| 2008 | Igrzyska olimpijskie | Pekin         | 2       | do 77 kg  | 366 kg   |